# Apaphristis themeliota
Apaphristis themeliota är en fjärilsart som beskrevs av Edward Meyrick 1915. Apaphristis themeliota ingår i släktet Apaphristis och familjen säckspinnare. Inga underarter finns listade i Catalogue of Life.